# Bergwinkel
Koordinaten: 50° 20′ 50″ N, 9° 31′ 32″ O

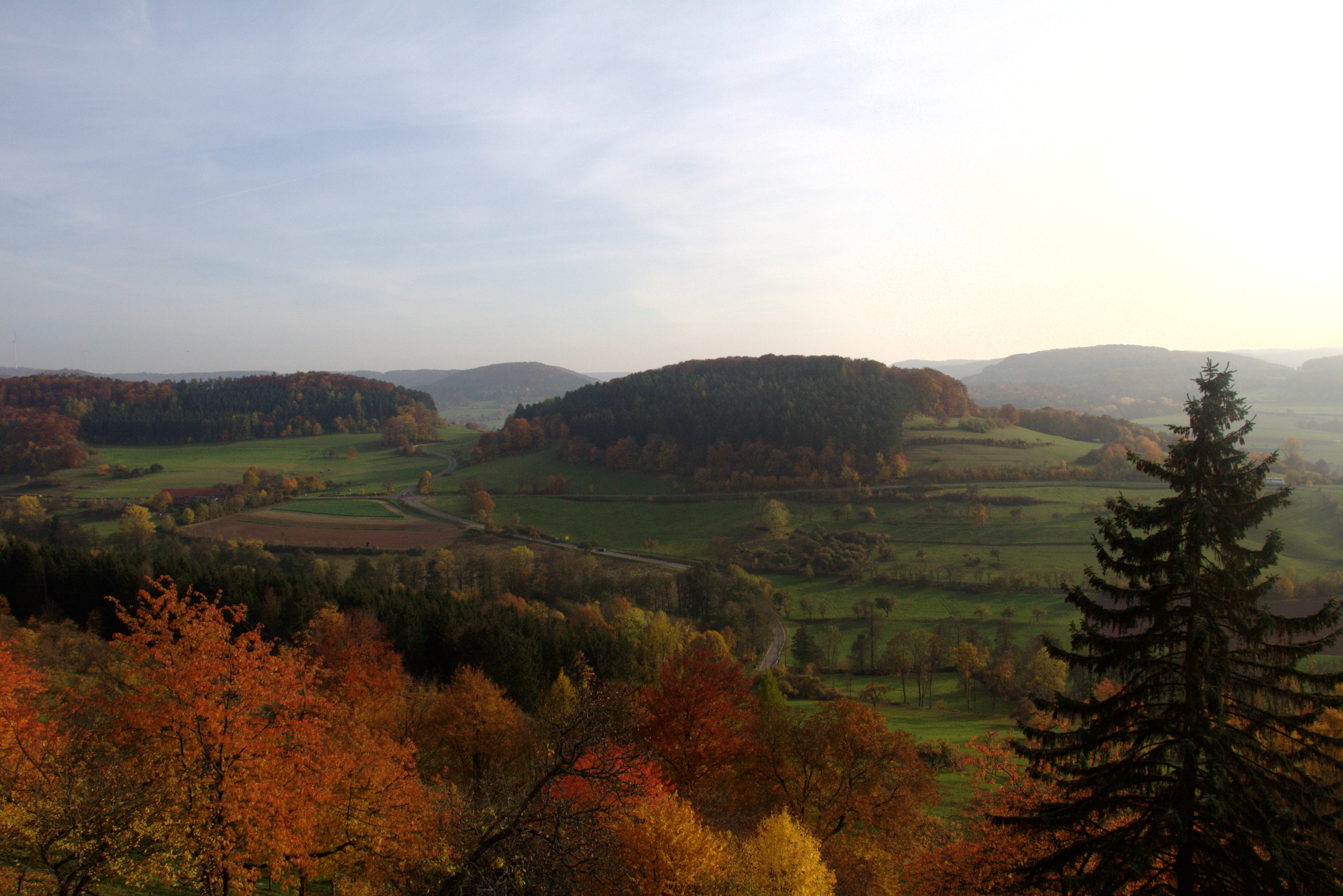
Blick in den Bergwinkel mit Gerlingsberg

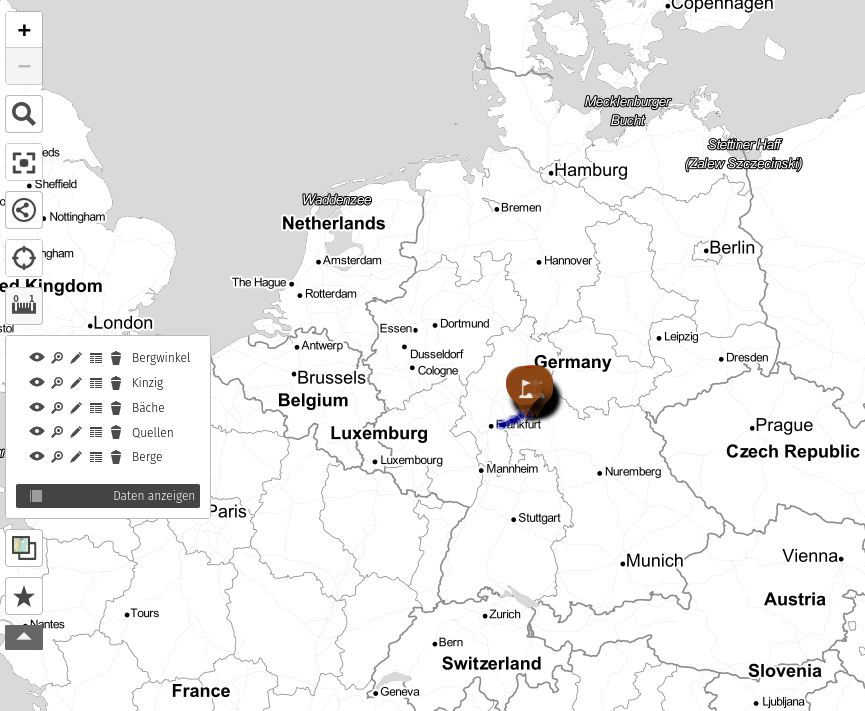
Lage des Bergwinkels (interaktive Karte)

Bergwinkel bezeichnet eine Region rund um die Stadt Schlüchtern im Main-Kinzig-Kreis in Osthessen, Deutschland.

## Lage

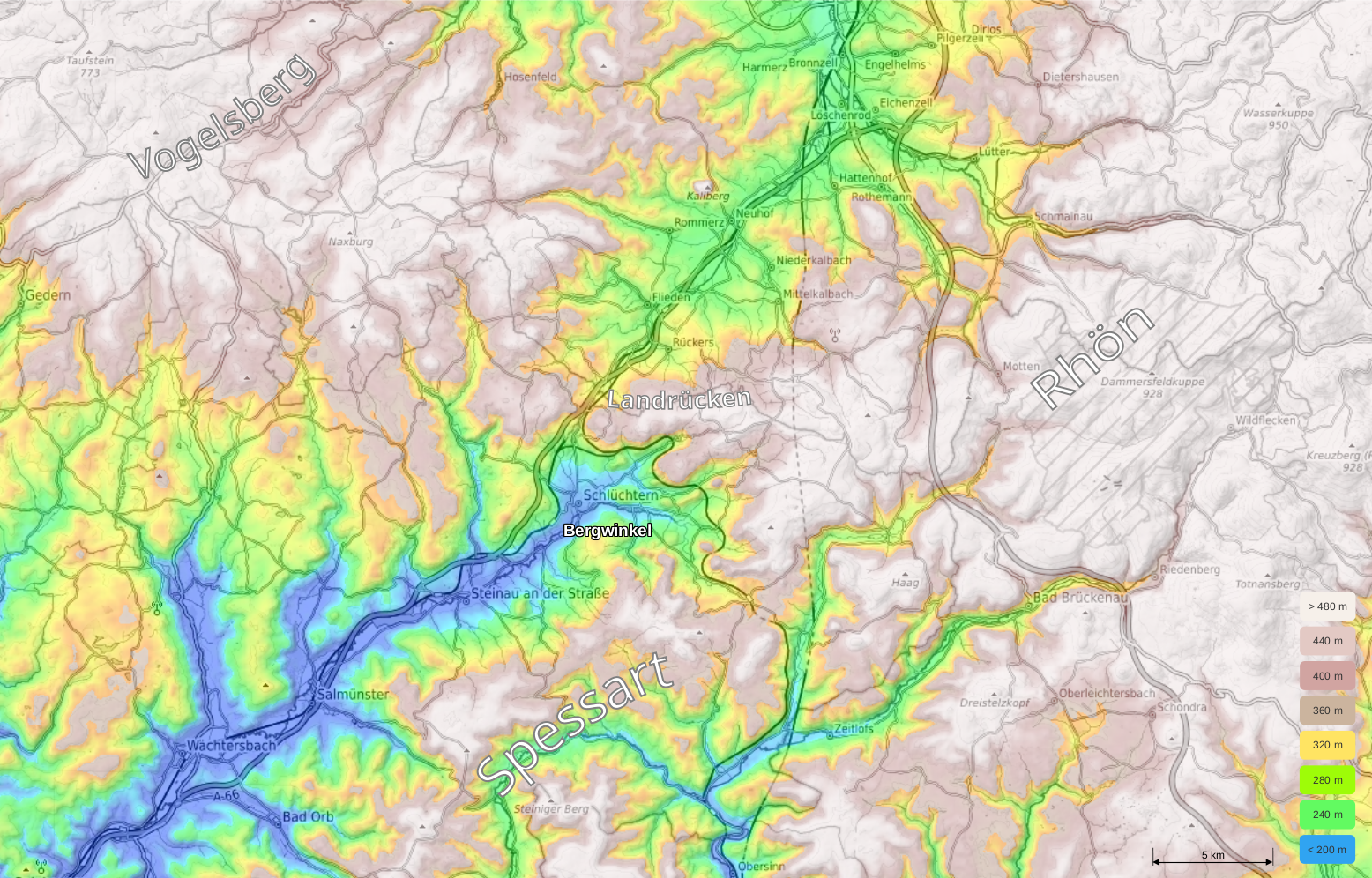
Übersicht des Bergwinkels mit angrenzenden Regionen

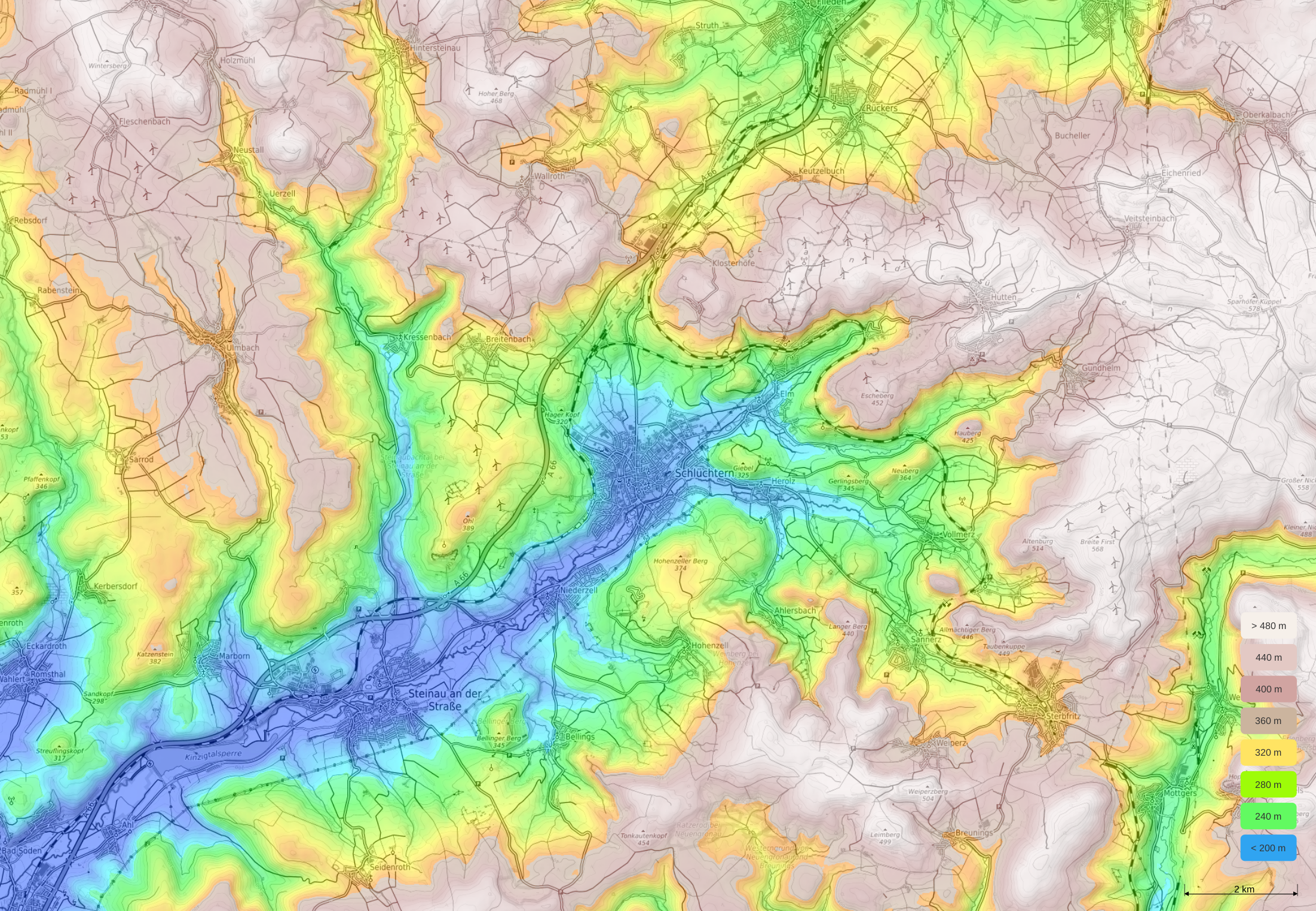
Der Bergwinkel im Detail

Der von Georg Flemmig zu Beginn des 20. Jahrhunderts geprägte Begriff Bergwinkel beschreibt bildlich diese Region, da hier das Tal der Kinzig fast rechtwinklig nach Südwest abbiegt, nachdem es südostwärts aus dem Quellgebiet kommt und sie fast ringsum von Berghöhen umgeben ist:
- der Untere Vogelsberg im Westen, der über
- den Landrücken im Norden mit
- den Ausläufern der Brückenauer Kuppenrhön im Osten verbunden ist und mit
- dem Sandstein-Spessart im Süden zusammentrifft.

Als Bergwinkel wurde im Wörterbuch der deutschen Sprache von Joachim Heinrich Campe allgemein „ein Winkel zwischen Bergen, ein Thal, welches sich zwischen zwei Bergen in einen spitzen Winkel endet“ definiert. Das Deutsche Wörterbuch von Jacob und Wilhelm Grimm erklärt Bergwinkel als „vallis angusta inter montes“ also nur als ein „enges Tal zwischen den Bergen“.
Der „Bergwinkel“ um Schlüchtern wird nicht gleichgesetzt mit dem „Schlüchterner Becken“. Im Gegensatz zum definierten Begriff des Schlüchterner Becken als Naturraum 141.6 im Handbuch der naturräumlichen Gliederung Deutschlands oder als Landschafts-ID 14104 (mit einer Fläche von 108 km²) in den Landschaftssteckbriefen des Bundesamtes für Naturschutz bezieht Bergwinkel ohne eine klare Begrenzung das gesamte Umland von Schlüchtern mit ein.

## Geografie und Geologie
Orographisch bildet der Landrücken im Norden des Bergwinkels einen Teil der Rhein-Weser-Wasserscheide und trennt den Bergwinkel von der Fuldaer Senke. Geologisch spiel(t)en hier der Basalt als vulkanisches Gestein, Muschelkalk und Buntsandstein ebenso wie Braunkohle, Eisen- und Manganerze eine Rolle. Politisch befinden wir uns an der früher hier verlaufenden Grenze zwischen dem Hochstift Würzburg, der Fürstabtei Fulda und der Grafschaft Hanau.

## Flora und Fauna
Im Bergwinkel wird eine große Zahl an Schutzgebieten, in erster Linie als Schutzgebiete in Natur- und Landschaftsschutz (NSG) und/oder Fauna-Flora-Habitat-Gebiete (FFH) ausgewiesen. Weitere Flächen sind als national bedeutsame Flächen für den Biotopverbund erfasst.

## Verschiedenes
In Schlüchtern befindet sich das Bergwinkelmuseum. Bekanntester Sohn der Region ist der Humanist Ulrich von Hutten, der auf Burg Steckelberg geboren wurde.